# Electra (Texas)
Electra es una ciudad ubicada en el condado de Wichita en el estado estadounidense de Texas. En el Censo de 2010 tenía una población de 2.791 habitantes y una densidad poblacional de 373,65 personas por km².

## Geografía
Electra se encuentra ubicada en las coordenadas 34°1′56″N 98°55′15″O / 34.03222, -98.92083. Según la Oficina del Censo de los Estados Unidos, Electra tiene una superficie total de 7.47 km², de la cual 7.47 km² corresponden a tierra firme y (0%) 0 km² es agua.

## Demografía
Según el censo de 2010, había 2.791 personas residiendo en Electra. La densidad de población era de 373,65 hab./km². De los 2.791 habitantes, Electra estaba compuesto por el 85.81% blancos, el 5.91% eran afroamericanos, el 0.64% eran amerindios, el 0.36% eran asiáticos, el 0% eran isleños del Pacífico, el 4.62% eran de otras razas y el 2.65% pertenecían a dos o más razas. Del total de la población el 13.29% eran hispanos o latinos de cualquier raza.